# Scream Tracker
Scream Tracker est un tracker, un séquenceur musical pour DOS écrit par un membre du groupe Future Crew au début des années 1990.

## Historique
Scream Tracker a été créé par le Finlandais Sami Tammlehto, membre sous le pseudonyme de Psi du groupe de demo Future Crew. Écrit en C et assembleur, sa première version populaire, la version 2.2, est publiée en 1990. La dernière version, la 3.21, date de 1994.
Scream Tracker est le précurseur des trackers sur PC, et son interface a inspiré des logiciels plus récents comme Impulse Tracker.

## Caractéristiques
Scream Tracker supporte jusqu'à 100 samples 8-bits, 32 canaux, 100 patrons et 256 ordres. Il peut également manier jusqu'à neuf canaux de synthèse FM sur les cartes sons bénéficiant des chipsets OPL2/3/4.
Les versions antérieures à la 3.0 utilisent des fichiers au format STM ; les versions ultérieures fonctionnent avec le format S3M.